# Referendum in Ungheria del 2022
I referendum confermativi in Ungheria del 2022 si tennero il 3 aprile, contestualmente con le elezioni parlamentari, ed ebbero ad oggetto quattro distinti quesiti.
L'elettore ha avuto la facoltà di votare per uno o alcuni dei quesiti referendari. Affinché ciascuno dei quattro referendum fosse valido, era richiesta la partecipazione al voto, per il rispettivo quesito, della maggioranza degli aventi diritto e che ci fosse l’approvazione della maggioranza di una delle due opzioni.
Gli elettori chiamati al voto erano 8.215.304, di cui 679.160 elettori residenti all'estero. Il quorum da raggiungere per la validità della consultazione era pari alla maggioranza degli aventi diritto, vale a dire 4.107.652 elettori, soglia nominalmente superata, con un totale del 68,50% nei primi due quesiti e del 68,51% negli altri due, ma effettivamente non superata, in quanto il numero dei voti validi è stato inferiore al 50% in tutti e quattro i quesiti: 47,60% (primo quesito), 47,23% (secondo quesito), 47,13% (terzo quesito) e 47,11% (quarto quesito) degli elettori residenti in Ungheria e all'estero.
Per tutti i quattro quesiti il numero dei voti contrari ha superato il numero dei voti favorevoli, ma poiché tutte e quattro le consultazioni sono fallite, i referendum sono stati considerati “non vincolanti” per l’Assemblea Nazionale, ai sensi del Titolo “Lo Stato” - Sezione “Referendum Popolare”, Art. 8, § (1) e (4) della Costituzione Ungherese.

## Contesto precedente
Il referendum è stato indetto da Fidesz - Unione Civica Ungherese, il partito al governo del paese, ed è stato definito come “questioni referendarie in merito alla protezione dell'infanzia nei confronti dei diritti LGBTQ”, ma che, secondo l'Unione Europea (UE), se approvati “avrebbero discriminato le persone appartenenti o identificatesi in quest categoria” e dunque si sarebbe violato il “diritto comunitario oltre che quello internazionale sul divieto di discriminazione”. Sempre secondo l’UE, infatti, la legge è stata scritta per essere “legalmente ambigua nel confondere [ed equiparare] l'omosessualità alla pedofilia”, e “modellata in parte su una legge russa che vietava la cosiddetta "propaganda gay" tra i minori”. Oltre a ciò, la legge ungherese pare rendesse un reato “promuovere o ritrarre l'omosessualità o la riassegnazione di genere ai minori” e limitasse anche “l'educazione sessuale nelle scuole alle organizzazioni approvate dal governo”.
In seguito all’approvazione parlamentare della legge e alla conseguente richiesta referendaria avanzata dall’Assemblea conformemente alla Costituzione, in una dichiarazione rilasciata dall'Ufficio del Presidente della Repubblica, Áder ha dichiarato: “L'Assemblea nazionale ungherese ha votato all'unanimità il 9 novembre 2021 per consentire lo svolgimento di un referendum il giorno delle elezioni generali. “Le condizioni legali per lo svolgimento di un referendum sono in vigore per quattro domande su cui sono stati avviati referendum. Tenendo conto delle scadenze stabilite dalle leggi sulle procedure elettorali e referendarie, un referendum sulle quattro questioni in questione e le elezioni generali possono essere tenuti solo contemporaneamente il 3 aprile o il 10 aprile. In considerazione di ciò, ho fissato il referendum sulle quattro questioni specificate nella “Risoluzione parlamentare 32/2021” del 30 novembre per il 3 aprile 2022”.
I politici dell'opposizione si sono astenuti dal votare in merito alla risoluzione.

## Critiche

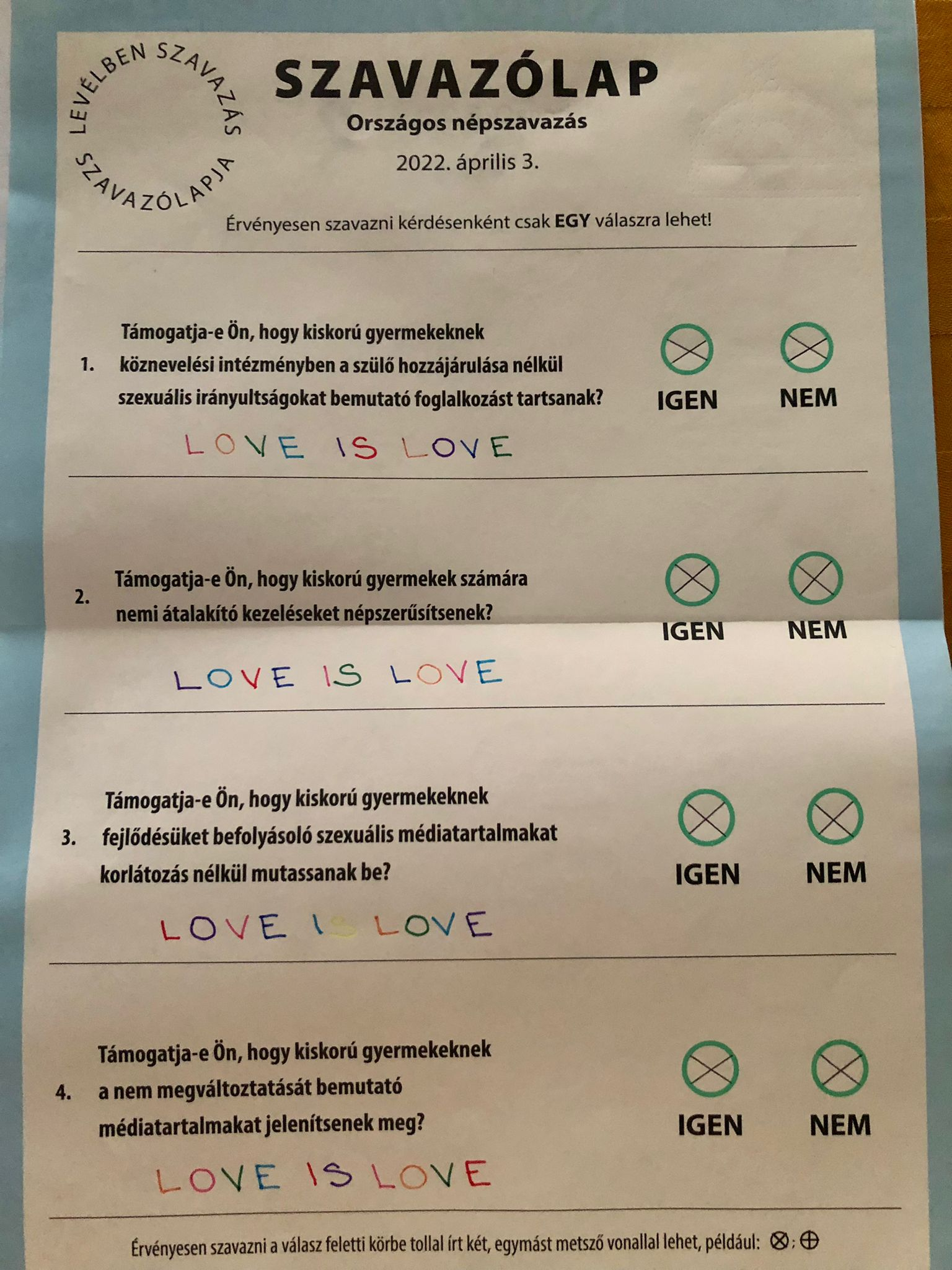
Esempio di scheda invalidata per protestare

Le parti della legge in questione nel referendum sono state condannate dai gruppi per i diritti umani ed etichettate come "vigorosa retorica anti-LGBT" e "destinate a limitare i diritti delle minoranze". I gruppi per i diritti umani hanno anche affermato che il referendum probabilmente aumenterà la discriminazione e la stigmatizzazione della comunità LGBT ungherese e renderà la vita più difficile ai bambini LGBT.
Le proposte sono state ampiamente criticate dall'UE a causa della violazione dell'articolo 21 della Carta dei diritti fondamentali dell'UE. Questo articolo afferma che "stigmatizzare le persone LGBTQ costituisce una chiara violazione del loro diritto fondamentale alla dignità, come previsto dalla Carta dell'UE e dal diritto internazionale". La Presidente della Commissione europea, Ursula von der Leyen, ha descritto il disegno di legge come discriminatorio e "una vergogna".
Luca Dudits, membro del comitato esecutivo della “Háttér Society”, la più grande e antica organizzazione LGBT in Ungheria, ha affermato che questo referendum è "un altro strumento della campagna di comunicazione di Viktor Orbán". Egli ha poi detto a Euronews: "Se vuoi approvare una legge controversa, dovresti vincere un referendum prima".
Infine, una dichiarazione congiunta di 10 gruppi ungheresi LGBTQ e per i diritti umani, tra cui “Budapest Pride” e “Amnesty International Ungheria”, ha chiesto ai cittadini di dare risposte non valide al referendum, barrando sia "sì" che "no" per ogni domanda al fine di "contribuire a garantire che il referendum di esclusione del governo non raggiunga la soglia di validità".

## I quesiti

### Primo quesito
- Titolo: Insegnamento presso gli istituti scolastici pubblici degli orientamenti sessuali ai minori in assenza del consenso parentale. Consultazione legislativa
- Descrizione: Il quesito prevede l’approvazione o il rifiuto della norma che consente di informare i minori e insegnare loro, tramite eventi specifici e senza l’autorizzazione dei genitori, i vari orientamenti sessuali.

### Secondo quesito
- Titolo: Promozione ai minori dell’esistenza di trattamenti di riassegnazione di genere. Consultazione legislativa
- Descrizione: Il quesito prevede l’approvazione o il rifiuto della norma che consente di informare i minori dell’esistenza di trattamenti per il riassegnamento del genere.

### Terzo quesito
- Titolo: Esposizione non limitata dei minori a contenuti sessualmente espliciti che potrebbero condizionare il loro sviluppo. Consultazione legislativa
- Descrizione: Il quesito prevede l’approvazione o il rifiuto della norma che consente la libera e non censurata esposizione dei minori a contenuti sessualmente espliciti, compresi tutti quelli non appartenenti alla categoria “eterosessuale”.

### Quarto quesito
- Titolo: Esposizione ai minori di contenuti in cui siano presenti trattamenti di riassegnazione di genere
- Descrizione: Il quesito prevede l’approvazione o il rifiuto della norma che consente la libera e non censurata esposizione dei minori a contenuti in cui sono presenti trattamenti di riassegnazione di genere.

## Affluenza
| Quesiti          | ore 07:00 | ore 09:00 | ore 11:00 | ore 13:00 | ore 15:00 | ore 17:00 | ore 18:30 | Totale definitivo (ore 19:00) | Fonte  |
| ---------------- | --------- | --------- | --------- | --------- | --------- | --------- | --------- | ----------------------------- | ------ |
| Dati Complessivi | 1,79 %    | 10,17 %   | 25,46 %   | 39,55%    | 52,18%    | 62,23%    | 67,06%    | 69,44%                        | [ 19 ] |

## Esiti

### Primo quesito
|                        | totale    | percentuale (%) | percentuale (%)  |                                |
| ---------------------- | --------- | --------------- | ---------------- | ------------------------------ |
| Elettori               | 8 215 304 |                 |                  |                                |
| Votanti                | 5 628 138 | 68,51 %         | (su n. elettori) | Quorum nominalmente raggiunto  |
| Schede bianche - nulle | 1 717 702 | 20,91 %         | (su n. votanti)  | Quorum effettivo non raggiunto |

|                      |    | Voti      | %       |
| -------------------- | -- | --------- | ------- |
| RISPOSTA AFFERMATIVA | Sì | 300 282   | 7,68 %  |
| RISPOSTA NEGATIVA    | No | 3 610 154 | 92,32 % |
| Totale voti validi   |    | 3 910 436 | 100%    |

### Secondo quesito
|                        | totale    | percentuale (%) | percentuale (%)  |                                |
| ---------------------- | --------- | --------------- | ---------------- | ------------------------------ |
| Elettori               | 8 215 304 |                 |                  |                                |
| Votanti                | 5 628 138 | 68,50 %         | (su n. elettori) | Quorum nominalmente raggiunto  |
| Schede bianche - nulle | 1 747 757 | 21,27 %         | (su n. votanti)  | Quorum effettivo non raggiunto |

|                      |    | Voti      | %       |
| -------------------- | -- | --------- | ------- |
| RISPOSTA AFFERMATIVA | Sì | 158 447   | 4,08 %  |
| RISPOSTA NEGATIVA    | No | 3 721 934 | 95,92 % |
| Totale voti validi   |    | 3 880 381 | 100%    |

### Terzo quesito
|                        | totale    | percentuale (%) | percentuale (%)  |                                |
| ---------------------- | --------- | --------------- | ---------------- | ------------------------------ |
| Elettori               | 8 215 304 |                 |                  |                                |
| Votanti                | 5 628 138 | 68,50 %         | (su n. elettori) | Quorum nominalmente raggiunto  |
| Schede bianche - nulle | 1 755 977 | 21,37 %         | (su n. votanti)  | Quorum effettivo non raggiunto |

|                      |    | Voti      | %       |
| -------------------- | -- | --------- | ------- |
| RISPOSTA AFFERMATIVA | Sì | 180 785   | 4,67 %  |
| RISPOSTA NEGATIVA    | No | 3 691 376 | 95,33 % |
| Totale voti validi   |    | 3 872 161 | 100%    |

### Quarto quesito
|                        | totale    | percentuale (%) | percentuale (%)  |                                |
| ---------------------- | --------- | --------------- | ---------------- | ------------------------------ |
| Elettori               | 8 215 304 |                 |                  |                                |
| Votanti                | 5 628 138 | 68,51 %         | (su n. elettori) | Quorum nominalmente raggiunto  |
| Schede bianche - nulle | 1 758 096 | 21,40 %         | (su n. votanti)  | Quorum effettivo non raggiunto |

|                      |    | Voti      | %       |
| -------------------- | -- | --------- | ------- |
| RISPOSTA AFFERMATIVA | Sì | 186 938   | 4,83 %  |
| RISPOSTA NEGATIVA    | No | 3 683 104 | 95,17 % |
| Totale voti validi   |    | 3 870 042 | 100%    |

## Conseguenze del voto
A seguito del referendum, il Comitato elettorale nazionale ungherese ha multato 16 organizzazioni della società civile, tra cui Amnesty International, la “Háttér Society” e l' “Unione ungherese per le libertà civili”, per aver fatto una campagna contro il referendum. Amnesty International ha dichiarato che le multe sono state un tentativo "di metterci a tacere perché la nostra campagna e collaborazione civile hanno avuto successo".
Da un punto di vista legale, poiché tutte e quattro le consultazioni sono fallite per assenza di una maggioranza di voti validi, i referendum sono costituzionalmente considerati “non vincolanti” per l’Assemblea Nazionale (ai sensi del Titolo “Lo Stato” - Sezione “Referendum Popolare”, Art. (8), § (1) e (4) della Costituzione Ungherese) e dunque la legge, poiché già approvata precedentemente con un’ampia maggioranza di 134 voti a favore su 199, resterà comunque in vigore.